# Maison d'arrêt d'Angers
La maison d'arrêt d'Angers, ou prison du Pré-pigeon, est un établissement pénitentiaire situé sur la commune d'Angers, dans les Pays de la Loire, en France.

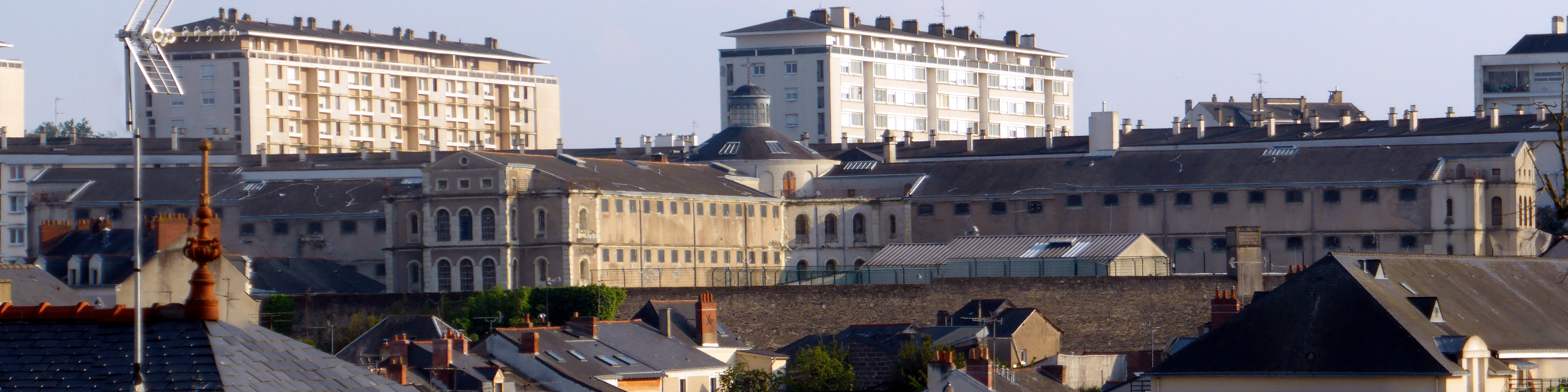
La prison vue depuis la cour du Rocher, à 1 km au nord

## Histoire

### Construction
Sa construction date du milieu du XIXe siècle. Dans les années 1830 se développe en France un courant philanthropique et humaniste, qui vise entre autres à améliorer les conditions de vie des prisonniers. En remplacement du château d'Angers comme lieu de détention principal de la ville, la nouvelle prison est bâtie de 1852 à 1856, sous la direction de l'architecte départemental Ferdinand Lachèse, selon les conceptions nouvelles de structure panoptique. Elle se trouve alors en périphérie de la ville.
C'était un progrès : les détenus disposaient de cellules conçues spécialement pour eux. Bâtie pour 242 prisonniers à l'époque, elle pouvait en 2013 en accueillir 217... en théorie, car en réalité ce sont plus de 370 qui s'y entassaient. Le taux de surpopulation était ainsi de 170 %, au lieu de 120 % pour la moyenne nationale.
De 1902 à 1948, le chanoine Uzureau a été l’aumônier de la prison.

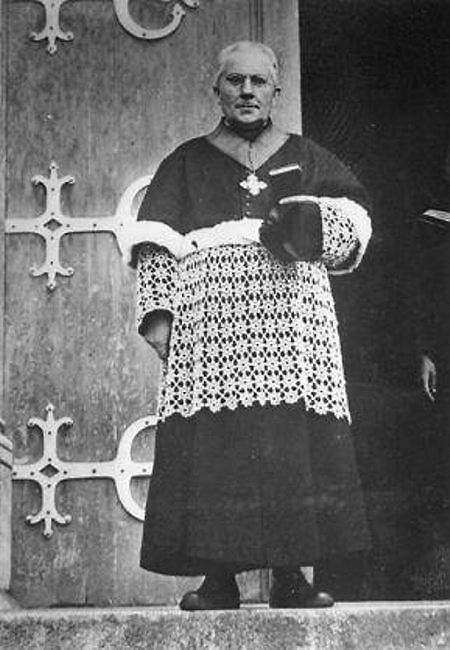
Le chanoine Uzureau devant la porte de la prison.

### Guillotine
Devant son entrée, la guillotine a été dressée à deux reprises, en 1896 et en 1934. Dans la cour intérieure, à six mois d'intervalle en 1947, deux condamnés à mort furent décapités à leur tour. La dernière venue des exécuteurs eut lieu le 21 avril 1949, pour une rareté : dans cet établissement réservé aux hommes, le condamné à mort était une femme, Germaine Leloy. Elle fut la dernière femme guillotinée en France.

### Occupation allemande
Pendant la Seconde Guerre mondiale, les allemands ont continué à utiliser la prison du Pré-Pigeon. De nombreux résistants y ont été internés et torturés, souvent avant d'être déportés, lorsqu'ils n'étaient pas exécutés sur place. Ils l'évacuèrent le 6 août 1944, emmenant avec eux un dernier convoi de 134 déportés.

## Monument historique
Depuis 1997, la prison du Pré-Pigeon est inscrite aux Monuments Historiques, pour ses parties intérieures : les quatre bâtiments en croix (les trois grandes ailes et la petite aile du bâtiment administratif), et la rotonde monumentale au centre. On trouve encore un poste de surveillance central surmonté de la chapelle, et la porte d'entrée monumentale en forme de châtelet.
En 2010, la prison est agrandie par la construction d'un centre de semi-liberté pour trente-sept détenus, entre les bâtiments actuels et le boulevard Saint-Michel.

## Avenir
La prison est aujourd'hui totalement enclavée dans la ville. Un immeuble, que les Angevins appellent « la Banane », en épouse même la forme de la façade. Tant par son âge que par sa surpopulation, elle ne correspond plus aux normes pénitentiaires du XXIe siècle. Un projet de nouvelle prison de 850 places existe donc, sur des terrains situés dans la commune proche de Trélazé. Mais le projet prend du retard, et elle ne devrait voir le jour qu'en 2028. Cette nouvelle structure devrait employer 525 personnes.